# Coelorhachis felipei
Coelorhachis felipei är en stekelart som beskrevs av Ian D. Gauld 1997. Coelorhachis felipei ingår i släktet Coelorhachis och familjen brokparasitsteklar. Inga underarter finns listade i Catalogue of Life.